# Dacia Duster Concept
De Dacia Duster Concept is een conceptauto van Roemeense autofabrikant Dacia. De Duster Concept werd voor het eerst getoond tijdens de Autosalon van Genèvevan 2009.
De Duster Concept is het eerste conceptmodel ooit van Dacia. Dacia heeft vooralsnog geen productieplannen voor de Duster Concept bekendgemaakt.
Inmiddels (2010) is Dacia met een officieel Duster model op de markt gekomen.